# Glochidion euryodes
Glochidion euryodes är en emblikaväxtart som beskrevs av Albert Charles Smith. Glochidion euryodes ingår i släktet Glochidion och familjen emblikaväxter. Inga underarter finns listade i Catalogue of Life.